# Juliette Massin
Félicie Juliette Valérie Massin (Luik, 25 oktober 1866 – Brussel, 9 juli 1919) was een Belgisch schilderes. Ze was de jongere zus van Marthe Massin, die eveneens schilderde, en was gehuwd met de schilder William Degouve de Nuncques.

## Leven
De familie Massin, afkomstig uit Luik, vestigde zich in 1877 in Brussel, waar vader Gustave Massin - een welgestelde sigarenhandelaar - samen met zijn vrouw Constance Marchet het sigarenbedrijf Maison Alfred Massin voortzette. De beide zussen Massin gingen studeren aan de Académie Blanc-Garin, die in 1883 werd opgericht onder leiding van de schilder Ernest Blanc-Garin. Omdat vrouwelijke kunstenaars in België tot 1889 werden uitgesloten van officiële kunstopleidingen, bood de Académie Blanc-Garin hen een gestructureerd en voor die tijd vernieuwend onderricht.

Op 30 oktober 1894 huwde Juliette de kunstenaar William Degouve de Nuncques. Hun verbintenis markeerde een bijzonder productieve periode in Degouve de Nuncques’ carrière, waarin hij zijn kenmerkende nachtelijke landschappen ontwikkelde. Het echtpaar reisde veel, onder meer naar de Balearen tussen 1899 en 1902, waar ze beiden werkten en exposeerden op locaties zoals Mallorca en Barcelona.
- Nederlandse Thesaurus van Auteursnamen: 106570579
- Virtual International Authority File: 286343358